# Ochetostoma bombayense
Ochetostoma bombayense is een lepelworm uit de familie Thalassematidae.
De wetenschappelijke naam van de soort werd in 1929 gepubliceerd door Prashad & Awati.